# Mitchell Larkin
Mitchell James Larkin (conocido como Mitch Larkin; Buderim, 9 de julio de 1993) es un deportista australiano que compite en natación, especialista en el estilo espalda.
Participó en tres Juegos Olímpicos de Verano, obteniendo dos medallas en Río de Janeiro 2016, plata en 200 m esplada y bronce en 4 × 100 m estilos, el octavo lugar en Londres 2012 (200 m espalda) y el quinto en Tokio 2020 (4 × 100 m estilos).
Ganó seis medallas en el Campeonato Mundial de Natación entre los años 2015 y 2019, cinco medallas en el Campeonato Mundial de Natación en Piscina Corta entre los años 2014 y 2018, y seis medallas en el Campeonato Pan-Pacífico de Natación, en los años 2014 y 2018.

## Palmarés internacional
| Juegos Olímpicos                    | Juegos Olímpicos        | Juegos Olímpicos  | Juegos Olímpicos        |
| Año                                 | Lugar                   | Medalla           | Prueba                  |
| ----------------------------------- | ----------------------- | ----------------- | ----------------------- |
| 2016                                | Río de Janeiro (Brasil) | Medalla de plata  | 200 m espalda           |
| 2016                                | Río de Janeiro (Brasil) | Medalla de bronce | 4 × 100 m estilos       |
| Campeonato Mundial                  |                         |                   |                         |
| Año                                 | Lugar                   | Medalla           | Prueba                  |
| 2015                                | Kazán (Rusia)           | Medalla de oro    | 100 m espalda           |
| 2015                                | Kazán (Rusia)           | Medalla de oro    | 200 m espalda           |
| 2015                                | Kazán (Rusia)           | Medalla de plata  | 4 × 100 m estilos       |
| 2017                                | Budapest (Hungría)      | Medalla de plata  | 4 × 100 m estilos mixto |
| 2019                                | Gwangju (Corea del Sur) | Medalla de oro    | 4 × 100 m estilos mixto |
| 2019                                | Gwangju (Corea del Sur) | Medalla de bronce | 100 m espalda           |
| Campeonato Mundial en Piscina Corta |                         |                   |                         |
| Año                                 | Lugar                   | Medalla           | Prueba                  |
| 2014                                | Doha (Catar)            | Medalla de oro    | 100 m espalda           |
| 2014                                | Doha (Catar)            | Medalla de bronce | 200 m espalda           |
| 2016                                | Windsor (Canadá)        | Medalla de oro    | 100 m espalda           |
| 2016                                | Windsor (Canadá)        | Medalla de plata  | 4 × 100 m estilos       |
| 2018                                | Hangzhou (China)        | Medalla de bronce | 200 m espalda           |
| Campeonato Pan-Pacífico             |                         |                   |                         |
| Año                                 | Lugar                   | Medalla           | Prueba                  |
| 2014                                | Gold Coast (Australia)  | Medalla de bronce | 200 m espalda           |
| 2014                                | Gold Coast (Australia)  | Medalla de bronce | 4 × 100 m estilos       |
| 2018                                | Tokio (Japón)           | Medalla de oro    | 4 × 100 m estilos mixto |
| 2018                                | Tokio (Japón)           | Medalla de plata  | 200 m estilos           |
| 2018                                | Tokio (Japón)           | Medalla de bronce | 100 m espalda           |
| 2018                                | Tokio (Japón)           | Medalla de bronce | 4 × 100 m estilos       |